# Восемь чудаков из Янчжоу
Восемь чудаков из Янчжоу (кит. 揚州八怪, пиньинь Янчжоу ба гуай) — творческий коллектив китайских художников династии Цин, проживавших в Янчжоу.

## История

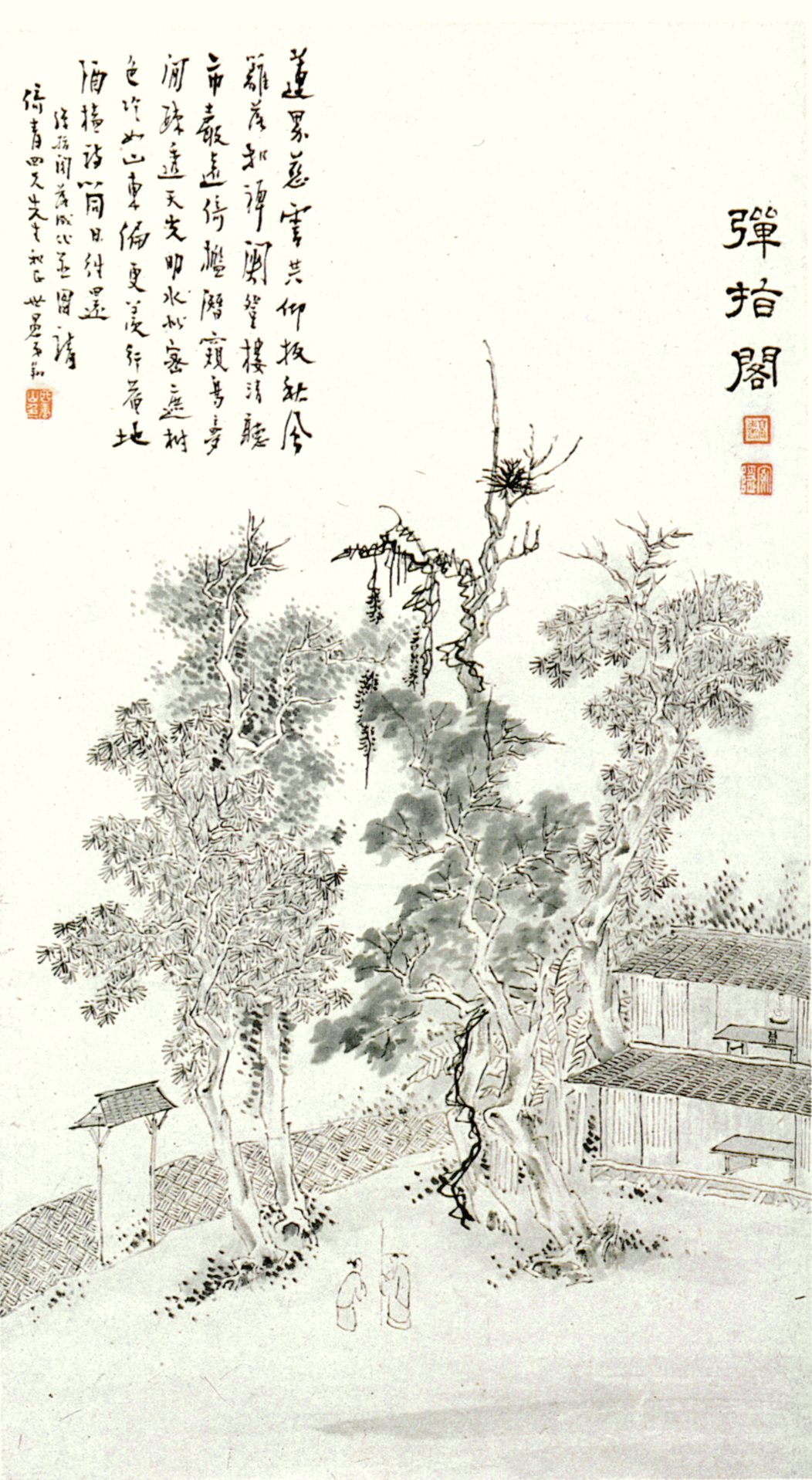
Работа Гао Сяна (1688—1753). Входил в творческий коллектив «восемь чудаков из Янчжоу»

Термин «Восемь чудаков из Янчжоу» объединил художников по принципу отношения к искусству, а не по отношению к жизни. Их так назвали, потому что они в своих произведениях отказались от традиционных идей в живописи в пользу стиля, где приоритетом считались выразительность и индивидуальность. Большинство из них происходили из бедных или неблагополучных семей. В своё время их картины были довольно известными. Постепенно каждый из них стал профессиональным художником одного определённого жанра: портрета, пейзажа и т. д.
Членами «Янчжоу ба гуай», не имевшего чёткого состава и определённых хронологических рамок, традиционно считаются художники:
- Ван Шишэнь (汪士慎) (1686—1759);
- Гао Сян (高翔) (1688—1753);
- Ли Фанин (李方膺) (1655—1755);
- Ли Шань (李鱓/李鳝) (1682/1686—1755/1757);
- Ло Пинь (罗聘) (1733—1799);
- Хуан Шэнь (黄慎) (1687—1768);
- Цзинь Нун (金农) (1687—1763/1764);
- Чжэн Се (郑燮) (1693—1765/1766).

В Янчжоу тех времён проживало немало других живописцев, которых также причисляют к творческому объединению «восьми чудаков»: Хуа Янь, Гао Фэнхань и т.д.
Творчество янчжоуских мастеров послужило образцом для так называемых художников «новой волны» (представителей «Шанхайской группы» второй половины XIX в.), таким образом существенно повлияв на дальнейшее развитие китайской живописи.
В центре современного Янчжоу открыт «мемориальный музей», посвящённый «восьмерым эксцентрикам» — Янчжоу багуай цзиняньгуань (扬州八怪纪念馆).